# Strmo Rebro
Strmo Rebro je naselje v Občini Krško.